# Natalia Wojtuściszyn
Natalia Wojtuściszyn, née le 2 février 1993 à Gorzów Wielkopolski, est une lugeuse polonaise. 

## Biographie
Natalia Wojtuściszyn est quadruple championne nationale, de 2012 à 2015.

## Palmarès

### Jeux olympiques
- en 2014 à Sotchi
  - 16e en simple femmes
  - 8e en relais par équipes
- en 2018 à Pyeonchang